# ダフネ級潜水艦
ダフネ級潜水艦 (仏: Classe Daphné) は、フランス海軍の潜水艦の艦級。1958年から1970年にかけて建造されたフランス海軍と輸出用の通常動力型潜水艦である。
これらの船はアレテューズ級の拡大版である。フランス海軍で11隻が運用され、複数の国に同型が売却された。
パキスタン3隻、ポルトガル（アルバコーラ級）4隻、南アフリカ3隻、スペイン4隻である。
シュノーケル航行時に問題があり1990年代に解体され、ポルトガルはパキスタンに1隻売却した。パキスタンは退役とフランスのアゴスタ級に更新を進めている。

## 同型艦

### フランス海軍
- S641 ダフネ：1964年完成。1989年退役
- S642 ディアーヌ：1964年完成。1989年退役
- S643 ドリス（フランス語版）：1964年完成。1994年退役
- S644 エウリディス（フランス語版）：1964年完成。1970年3月4日、事故により喪失
- S645 フロール（フランス語版）：1964年完成。1989年退役。博物館船としてロリアンで公開
- S646 ガラティー（フランス語版）：1964年完成。1991年退役
- S647 ミネルヴ（フランス語版）：1964年完成。1968年1月27日、トゥーロンを出港後に消息不明となっていたが、2019年7月にトゥーロンから約45キロ、水深約2,400mの海底で発見された[1]。
- S648 ジュノン：1966年完成。1996年退役
- S649 ヴィニュス：1966年完成。1990年退役
- S650 プシシェー：1970年完成。1996年退役
- S651 シレーヌ：1970年完成。1997年退役

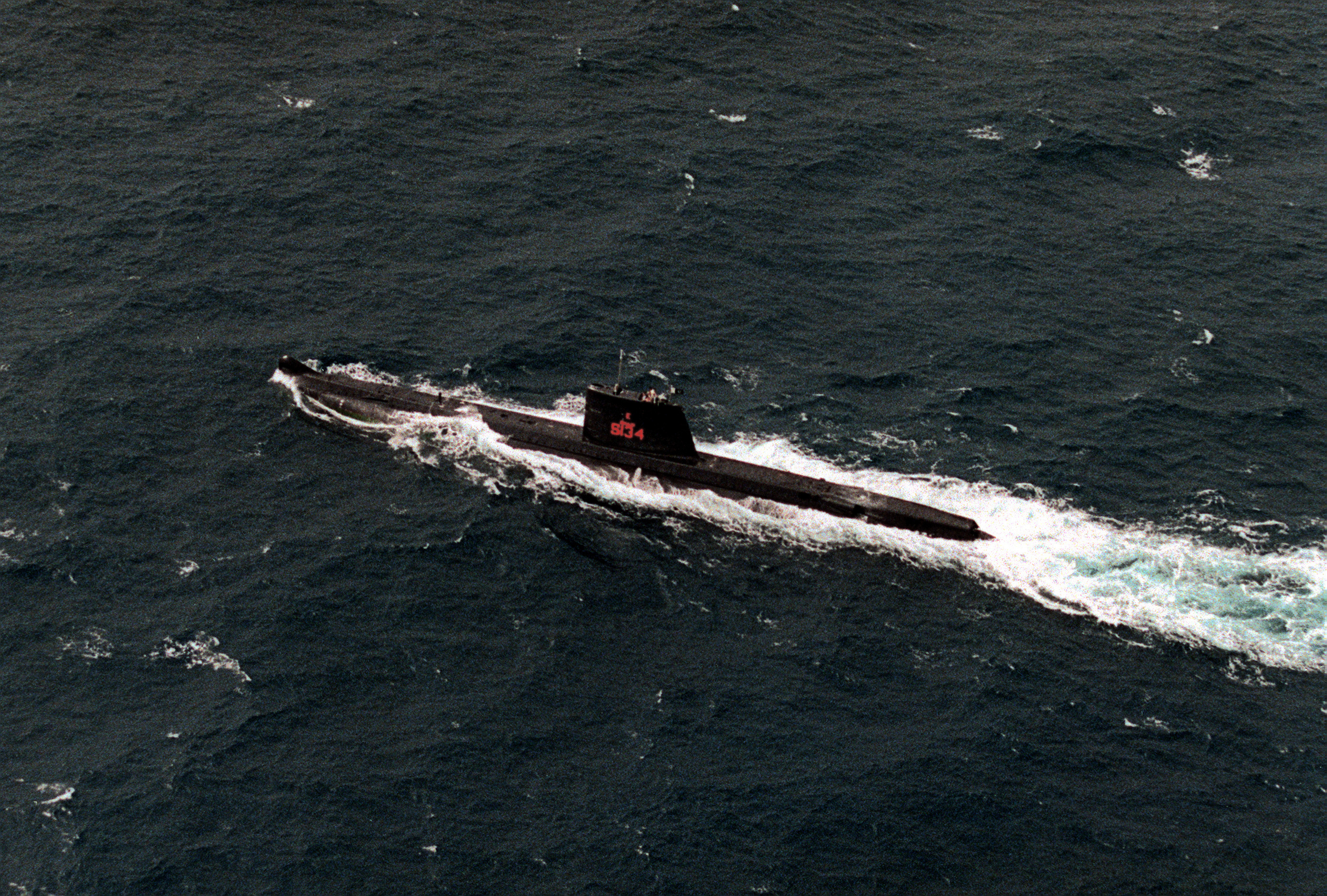
Daphné class submarine Ghazi (S-134)
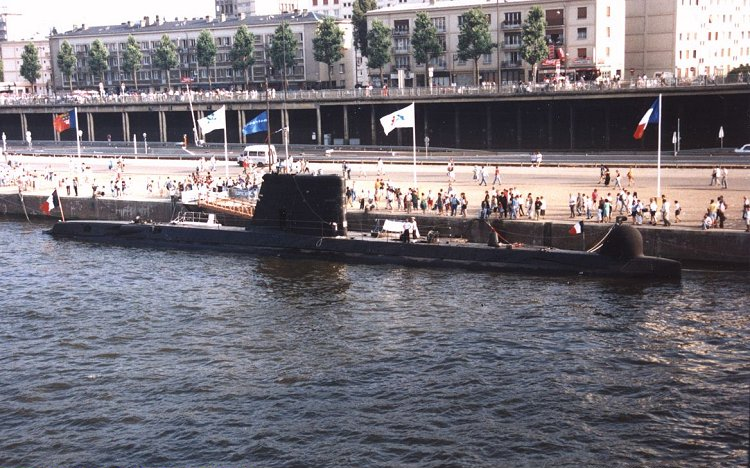
Psyché
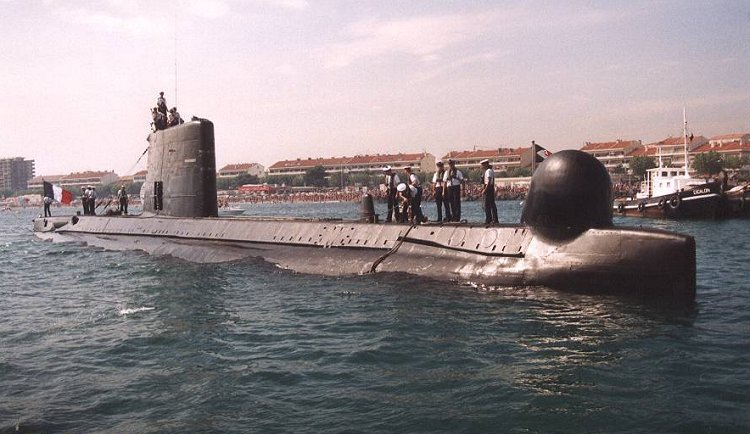
Doris

### パキスタン海軍
- ハンゴール（英語版）：1970年完成。2006年退役。博物館船としてカラチで展示
- シュシュク（英語版）：1970年完成。2006年退役。
- マングロ（英語版）：1970年完成。2006年退役。
- ガーズィー（英語版）：元ポルトガル艦「カシャローテ」。1975年購入。2006年退役。

### ポルトガル海軍
- アルバコーラ（ポルトガル語版）：1967年完成、2000年退役
- バラクーダ（ポルトガル語版）：1968年完成、2010年退役
- カシャローテ（ポルトガル語版）：1969年完成、1975年パキスタンに売却
- デルフィン（ポルトガル語版）：1969年完成、2005年退役

### 南アフリカ海軍
- スピアー（英語版）：旧名「マリア・ファン・リーべーク」、1973年完成、2003年退役
- ウムコント（英語版）：旧名「エミリー・ホブハウス」、1970年完成、2003年退役
- アセガイ（英語版）：旧名「ヨハンナ・ファン・デル・メルウェ」、1971年完成、2003年退役。博物館船としてサイモンズタウンで展示

### スペイン海軍
- デルフィン（スペイン語版）：1973年完成、2003年退役。2004年より博物館船としてトレビエハで展示
- トニーナ（スペイン語版）：1973年完成、2005年退役。博物館船としてカルタヘナで展示
- マルソパ（スペイン語版）：1975年完成、2006年退役。
- ナルヴァル（スペイン語版）：1975年完成、2003年退役。